# Amazing Grace (pel·lícula de 2006)
Amazing Grace és una pel·lícula de 2006 dirigida per Michael Apted sobre la campanya contra el comerç d'esclaus al Regne Unit, dirigida per William Wilberforce, responsable que es tirés endavant la legislació anticomerç d'esclaus al Parlament del Regne Unit. El títol és una referència a l'himne Amazing Grace i la pel·lícula explica la influència de l'escriptor de l'autor, John Newton sobre Wilbeforce.
Segons el Box Office Mojo, Amazing Grace va guanyar 4 milions dòlars el cap de setmana que es va estrenar (23-25 de febrer de 2007), i era el desè film amb més recaptació del cap de setmana. La pel·lícula havia guanyat $21.250.683 als EUA el juny del 2007 i el 26 d'agost del mateix any, 32.050.774 dòlars. La pel·lícula fou premiada al Festival Internacional de Cinema de Toronto el 2006 i la seva première fou a l'obertura del Heartland Film Festival d'Indianapolis, a Indiana el mateix any. També fou exposat al Santa Barbara International Film Festival. També fou nominada "Millor Film Espiritual del 2008 als Beliefnet Film Awards.

## Producció
Al principi la pel·lícula fou rodada a Kingston upon Hull, East Riding de Yorkshire. Per a recrear els molls del Londres del 1780 es va gravar al Baker's Quay (una part dels molls del Parlament). La gravació es va fer a l'octubre del 2005. Durant el gener del 2006 es van gravar les escenes del Parlament. L'escena del casament fou feta a l'església de Garsington. També es van gravar escenes exteriors al Greenwich Hospital, que avui forma part de la University of Greenwich i als voltants de Salisbury, Wiltshire.

## Argument
La pel·lícula comença el 1797 amb William Wiberforce de vacances a Bath, Somerset, amb el seu cosí, Henry Thornton. Aquí William va conèixer la seva futur esposa, Barbara Spooner.
La història fa un flash quinze anys enrere fins al 1782 i Williams explica els events que l'han portat fins on està en aquell moment. Començà com un ambiciós i popular membre del Parlament, quan William fou persuadit pels seus amics, William Pitt "El Jove", Thomas Clarkson, Hannah More i altres per a començar a treballar sobre el capítol del comerç d'esclaus britànic. Això el porta a ser molt impopular a la Cambra dels Comuns del Regne Unit, ja que hi ha molts interessos en aquest comerç a Londres, Bristol i Liverpool.
Cansat i frustrat per a les dificultats de canviar les coses, Williams emmalalteix que porta la història fins al 1797. William considera deixar la política indefinidament però Barbara el convenç de continuar lluitar per la seva causa, ja que li diu que és l'únic que ho pot fer. Llavors, William i Barbara es casen.
Willian, amb una esperança renovada pel matrimoni, torna a lluitar contra el comerç esclavista, ajudat per Thornton, Clarkson i James Stephen. Després de 20 anys de lluites, aconsegueix que es legisli l'abolició del comerç d'esclaus a l'Imperi Britànic.

## Errades històriques
- El príncep Guillem IV del Regne Unit no fou membre de la Cambra dels Comuns, sinó que l'inici del 1789 fou membre de la Cambra dels Lords, on ell no podia parlar contra l'abolició de l'esclavitud. De totes maneres, el futur rei si que va fer pressió a la Cambra dels Comuns en contra de l'abolició. Això no va agradar gens al seu pare, el rei Jordi III del Regne Unit que havia nomenat al seu fill com Duc reial i, per tant, no podia estar en la Cambra dels Comuns.
- El tracte al Duc de Clarence (futur Guillem IV) entre el 1782 i 1789 és correcte, ja que s'adrecen a ell com "Your Grace". A partir del seu estatus de Duc reial, caldria anomenar-lo com "Your Royal Highness".
- Hi ha altres errades històric en la denominació a certs senyors britànics com a Charles James Fox, que s'hauria d'haver noment com a Honourable i no com a Lord, que és el que fan a la pel·lícula. Banastre Tarleton, anomenat lord a la pel·lícula, mai ho va arribar a ser.
- Molts vaixells en la pel·lícula porten la bandera de la Companyia Britànica de les Índies Orientals quan aquestes banderes no s'utilitzaven fora de les Índies Orientals: quan creuaven l'Atlàntic, els bucs havien d'hissar la bandera britànica.

## Repartiment
- Ioan Gruffudd - William Wilberforce
- Romola Garai - Barbara Spooner
- Benedict Cumberbatch - William Pitt "el Jove"
- Albert Finney - John Newton
- Michael Gambon - Charles James Fox
- Rufus Sewell - Thomas Clarkson
- Youssou N'Dour - Olaudah Equiano
- Ciarán Hinds - Banastre Tarleton
- Toby Jones - Guillem IV del Regne Unit
- Nicholas Farrell - Henry Thornton
- Sylvestra Le Touzel - Marianne Thornton
- Jeremy Swift - Richard the Butler
- Stephen Campbell Moore - James Stephen
- Bill Paterson - Thomas Dundas
- Nicholas Day - Sir William Dolben
- Georgie Glen - Hannah More
- Nick Thomas-Webster - Clapham Sect MP
- Richard Bailey - Speakers Clerk
- Simon Delaney - Young Parliamentary Officer